# Marie-Christine de Leiningen-Dagsbourg-Falkenbourg-Heidesheim
Marie Christine Félicitée de Leiningen-Dagsbourg-Falkenbourg-Heidesheim (29 décembre 1692 – 3 juin 1734), est une aristocrate allemande, membre de la Maison de Leiningen et par ses deux mariages princesse de Bade-Durlach et duchesse de Saxe-Eisenach.
Née au château de Broich, Mülheim an der Ruhr, elle est la quatrième des sept enfants de Jean-Charles-Auguste de Leiningen-Dagsbourg-Falkenbourg et de sa femme, Jeanne-Madeleine de Hanau-Lichtenberg.

## Biographie
À Heidesheim le 1er décembre 1711, Marie-Christine épouse le prince Christophe de Bade-Durlach, frère cadet de Charles-Guillaume de Bade-Durlach. Ils ont trois fils :
1. Charles-Auguste de Bade-Durlach (Durlach, 14 novembre 1712 – Durlach, 30 septembre 1786), plus tard gouverneur de Bade-Durlach, exerçant la tutelle de Charles Ier de Bade); marié à Juliane Schmid (plus tard baronne de Ehrenberg; 1753 - 1815)
2. Charles-Guillaume-Eugène de Bade-Durlach (Château de Karlsbourg, 3 novembre 1713 – Graben, 9 mai 1783), a une carrière militaire; à partir de 1743, il est un membre des autorités de tutelle du gouvernement de Charles Ier de Bade avec son frère. Il meurt célibataire et sans enfants.
3. Christophe de Bade-Durlach (Durlach, 5 juin 1717 – Karlsruhe, le 18 décembre 1789), marié le 28 novembre 1779 à Katharina Höllischer (plus tard baronne de Freydorf; 26 juin 1745 – 23 juillet 1811).

Après onze ans de mariage, le prince Christophe de Bade meurt le 2 mai 1723, et est enterré dans la Stiftskirche St Michael, Pforzheim.
Au château de Philippsruhe, Hanau, le 29 mai 1727, Marie Christine épouse en secondes noces Jean-Guillaume de Saxe-Eisenach, devenant sa quatrième épouse. L'union ne dure que vingt mois, son époux mourant le 14 janvier 1729. Ils n'ont pas d'enfants.
Marie-Christine est morte à Eisenach à l'âge de 41 ans. Elle est enterrée dans le Georgenkirche, Eisenach.